# Сосновий ліс (заказник)
Сосно́вий Ліс — лісовий заказник місцевого значення в Україні. Розташований у межах Подільському районі Одеської області, поблизу сіл Слюсареве та Вільшанка. 
Площа заказника — 8,4 га. Статус надано згідно з рішенням облвиконкому від 02.10.1984 року № 493. Заказник створено у кварталі 74 на ділянці 8 Слюсарівського лісництва Савранського держлісгоспу для охорони насаджень сосни звичайної, створених у 1950-х роках на рухливих пісках. 
Згідно з даними екологічного обстеження 2003 року більшість площі лісових культур була уражена кореневою губкою та була вирубана, площа насаджень сосни зменшилася до 2,3 га і займає ділянку 7 кварталу 74. На вирубаній площі були висаджені береза та акація біла. Насадження сосни перебувають у незадовільному фітосанітарному стані, розглядається питання щодо зміни статусу заказника.